# Final Fantasy II
Final Fantasy II (яп. ファイナルファンタジーII файнару фантадзи: цу:) — японская ролевая игра для игровой приставки Famicom, разработанная и выпущенная компанией Square (ныне Square Enix) в 1988 году, вторая часть серии ролевых игр Final Fantasy. Впоследствии игра получила множество ремейков для консолей различных поколений (WonderSwan Color, PlayStation, Game Boy Advance, PlayStation Portable), а также для мобильных телефонов. В Северной Америке под этим названием выходила Final Fantasy IV, но на самом деле это две совершенно разные игры, дело в том, что на западе вторая и третья части не издавались, поэтому нумерация сместилась на две цифры. 16 июня 2009 года игра стала доступной для скачивания через сервис Virtual Console приставки Nintendo Wii. В 2010 году появился ремейк Final Fantasy II на операционную систему iOS.
Как и в предыдущей игре, действие игры происходит в фэнтезийном мире. Сюжет повествует о четырёх молодых людях, чьи родители были убиты во время вторжения Палмецианской империи. Трое из них присоединяются к движению повстанцев, ведущему войну против неё. Во всех ремейках, начиная с версии на Game Boy Advance, добавлена также новая сюжетная линия «Душа возрождения» (англ. Soul of Rebirth), доступная после прохождения игры и повествующая о том, как несколько умерших по ходу сюжета второстепенных персонажей сражаются с Императором в загробном мире.
В Final Fantasy II впервые появляются многие игровые элементы, которые впоследствии станут традицией серии игр Final Fantasy. Например, здесь впервые присутствуют огромные жёлтые птицы чокобо и персонаж по имени Сид, в будущем они будут включены во все игры серии. Фактически являясь сиквелом Final Fantasy I, игра не имеет с предшественницей никаких общих персонажей и локаций, подобная несвязанность частей друг с другом так же станет характерной для всех номерных Final Fantasy. На момент выпуска в 1988 году среди неяпонских обозревателей Final Fantasy II оказалась практически незамеченной, и лишь последующие переиздания привлекли внимание авторитетных критиков и удостоились положительных отзывов.

## Геймплей
Final Fantasy II по сравнению с Final Fantasy I была подвергнута серьёзным изменениям в плане геймплея. Часть изменений вошла и в последующие игры серии.

### Игровая система
В Final Fantasy II большая часть игровой системы была пересмотрена:
- система прокачки персонажей кардинально изменена;
- появляется возможность в любой момент сохраняться на карте мира;
- появляется достаточно явно очерченный сюжет, есть простенькая система диалогов, которая в первой части отсутствовала;
- всю магию в Final Fantasy II можно применить как на себе, так и на врагах; то же самое относится и к оружию — можно атаковать себя (с целью повышения характеристики HP, например);
- стабильных персонажей в команде — 3, четвёртый персонаж постоянно меняется в процессе игры;
- стоимость отдыха в гостинице теперь рассчитывается по формуле: потери НР/4 + потери МР.
- инвентарь по сравнению с первой частью игры уменьшен, предметы не «складываются» (то есть 2 эликсира будут считаться как 2 предмета в инвентаре, занимающие отдельный слот), у каждого персонажа теперь есть 2 слота, в которые можно положить зелья или оружие для использования или переэкипировки в бою;
- магазин чёрной и белой магии объединён в один магазин;
- ряд других изменений.

### Система развития персонажей
В Final Fantasy II нет системы набора опыта и уровней в стандартном её понимании. Характеристики персонажей повышаются и понижаются в соответствии с тем, что персонаж делает: например, частое применение чёрной магии персонажем приводит к повышению характеристики INT и понижению физической силы STR; количество HP растёт в соответствии с тем, насколько часто и много персонаж получает урон; MP и M.Pwr «растут», если часто использовать магию и «сливать» MP до нуля, и т. д. Уровень владения оружием повышается примерно по той же схеме — чем чаще атакуем определённым типом оружия — тем выше уровень владения им и количество ударов, которое можно нанести в бою этим видом оружия (это количество равно уровню владения оружием, то есть уровень владения оружием 7 — максимальное возможное количество ударов за 1 ход так же будет равно семи). Предельный уровень владения оружием — 15 (в бою с помощью магии Haste можно повысить количество ударов до 20), а для перехода с одного уровня владения оружием на другой необходимо сделать 50-100 ударов им. Раскачка магии происходит точно так же: используем магию 50-100 раз для повышения её уровня, предельный уровень «прокачки» магии равен 16.

### Экипировка
В Final Fantasy II введено немалое количество новых видов оружия и брони. Список брони и оружия несущественно различается между версиями FFII для разных консолей.
Виды оружия:
- Мечи (Blood, Broad, Long, Mythril, Ancient, Winged, Sleep, Earth, Flame, Ice, Defense, Sun, Excalibur, Masamune). Самое точное и самое сильное оружие, более того, топовые мечи Экскалибур и Масамуне являются вообще самым сильным оружием в игре.
- Луки (Bow, Long, Mythril, Blind, Flame, Ice, Yoichi). Обладают средней силой, зато луком можно стрелять с заднего ряда в команде. Вместе с луком невозможно экипировать щит или второе оружие, несмотря на то, что слот остаётся свободным.
- Секиры (Axe, Battle, Mythril, Demon, Ogre, Poison, Rune). Обладают хорошей силой и не самой высокой точностью.
- Жезлы (Cane, Mace, Mythril, Magic, Power, Evil, Greed, Diamond). Хороши при использовании в качестве вещей, обладают средней силой и очень маленьким штрафом на INT/SOUL.
- Копья (Javelin, Spear, Mythril, Trident, Demon, Flame, Ice, Bolt, Holy).
- Кинжалы (Knife, Dagger, Mythril, Maingouche, Orihalcon, Ripper, Catclaw). Обладают низкой силой и низким штрафом на INT/SOUL.
- Щиты (Buckler, Bronze, Mythril, Gold, Ice, Flame, Diamond, Dragon, Aegis). Как ни странно, щиты также относятся к оружию (в первой части Final Fantasy они относились именно к броне), вместе с уровнем владения щитом растёт уворот персонажа.
- Кулаки. Достаточно любопытный «вид оружия». С каждым повышением уровня владения кулаками к физической атаке персонажа прибавляется 8 единиц силы, более того, шанс нанести критический удар увеличен.

Как и в первой части Final Fantasy, некоторое оружие может быть использовано в качестве вещей в бою (например, меч Masamune при использовании в бою в качестве вещи накладывает на всю партию заклинание Haste 11), а оружие с элементальной составляющей наносит больший урон определённому типу монстров (например, копьё Flame будет наносить хороший урон ледяным врагам). Некоторое оружие при экипировке понижает INT/SOUL.
Виды брони:
- Доспехи (Clothes, Leater, Copper, Silver, Mythril, Gold, Ruby, Knight, Quartz, Power, Flame, White Robe, Black Robe, Ice, Black, Diamond, Dragon, Genji).
- Шлемы (Leather cap, Bronze helm, Mythril helm, Giant helm, Ribbon, Goldpin, Spiral (Headband), Flame, Diamond, Genji).
- Перчатки/аксессуары (Leather gloves, Bronze gloves, Mythril gloves, Power gloves, Thief gloves, Giant gloves, Defense (Protect ring), Ice gloves, Diamond gloves, Genji gloves).

Как и оружие, некоторые виды брони дают штраф на INT/SOUL, и броня с элементальной составляющей даёт большую защиту против атак определённых стихий (например, броня Flame уменьшает урон от атак льдом).

### Профессии персонажей
В Final Fantasy II отсутствует разделение персонажей по «профессиям», и как следствие, ограничения на определённый тип одежды и оружия для персонажа также отсутствуют (то есть если в первой части Final Fantasy белый маг мог экипировать только робную одежду, то теперь его можно одеть в любую броню и дать ему любое оружие). Более того, полученную или купленную магию можно отдать любому персонажу и он сможет её использовать. Несмотря на всё это, благодаря правильной раскачке и экипировке персонажей мы получим практически те же самые профессии из Final Fantasy I — белый маг, рыцарь, монах и т. д. Ясности в вопросе экипировки персонажей также добавляет тот факт, что некоторые виды брони и оружия понижают INT/SOUL (который в окне статуса персонажа не отображается). К тому же, изначально данные персонажам характеристики незначительно, но различаются — у Фириона все характеристики находятся в «золотой середине»; у Марии изначально повышенный интеллект, повышенная ловкость и заниженная сила; у Гая повышенная сила и пониженная ловкость.

## Сюжет
Сюжет базируется на приключениях четырёх молодых героев — Фириона, Марии, Гая и Леона, чьи родители были убиты во время вторжения армии империи Паламеция. Игра начинается сразу же с нападения чёрных рыцарей империи. Четвёрка оказывается павшей в неравном бою, после чего Фирион, Мария и Гай оказываются в Альтаире — штабе повстанцев, собирающих силы против империи, а судьба четвёртого героя остаётся неизвестной. Три героя присоединяются к повстанцам, добывают легендарный мифрил, уничтожают военный корабль Империи, отвоёвывают город Финн, овладевают великой магией Ультима и в результате убивают Императора Паламеции. Но после его свержения на его место становится новый правитель — Леон, ставший за это время тёмным рыцарем. В момент встречи трёх героев и Леона внезапно появляется прежний Император, восставший из мёртвых и свергает Леона с поста правителя Империи. Тройка героев и Леон вновь воссоединяются, чтобы победить Императора.
В поздних переизданиях игры также есть дополнительная история, открывающаяся после завершения игры. По сюжету этого бонусного сценария некоторые второстепенные персонажи, погибающие в ходе основной истории, противостоят альтернативной интерпретации императора.

## Персонажи Final Fantasy II
Если в первой части Final Fantasy персонажи, которыми управляет игрок, не изменяются на протяжении игры и их количеством равно четырём, то в Final Fantasy II четвёртый персонаж постоянно меняется по ходу развития сюжета. Всех персонажей Final Fantasy II можно поделить на несколько групп:
- постоянные персонажи, управляемые игроком;
- временные персонажи, управляемые игроком;
- другие персонажи, не управляемые игроком и встречающиеся в ходе действия сюжета.

### Постоянные персонажи в команде
- Firion (Фирион) — сводный брат Марии и Леона, усыновлённый их родителями ещё в глубоком детстве. Начинает игру с мечом и щитом, а его спрайт напоминает прежде всего бойца или рыцаря. Обладает средними характеристиками, находящимися в «золотой середине», благодаря чему может быть развит в любом направлении — как физическом, так и магическом.
- Maria (Мария) — первый управляемый женский персонаж серии Final Fantasy, сестра Фириона и Леона. Начинает игру с луком, хотя при этом у неё изначально высокая характеристика INT и низкий показатель силы.
- Guy/Gus (Гай/Гас) — друг детства Фириона, Марии и Леона. Знает язык бобров, хотя пользуется он им лишь один раз на протяжении всего сюжета игры. Обладает повышенной силой, в то же время он более медленный, чем остальные члены команды.

### Временные персонажи в команде
- Minwu/Ming-Wu/Mindu/Minh (Минву/Мин-Ву/Минду/Минх) — белый маг, работающий на благо армии сопротивления. Отдаёт команде каноэ и присоединяется к ней для того, чтобы найти в пещерах Семитта легендарный мифрил, из которого впоследствии будут изготовлены мифриловые броня и оружие. Ближе к концу игры умирает в Башне Мисидии, пытаясь снять печать с мощнейшего заклинания Ультима. Изначально одет в лёгкую броню, носит посох и знает подавляющее большинство заклинаний белой магии (все кроме Святости и Ультимы), благодаря чему оказывается очень полезным персонажем в нашей команде.
- Josef (Джозеф) — спокойно живёт вместе со своей маленькой дочерью Нелли в заснеженном городе Саламанд. Неплохо сражается на кулаках, благодаря чему напоминает персонажа с профессией монах. Присоединяется к команде игрока для того, чтобы отыскать Goddess Bell, но после боя с Боргеном спасает команду игрока ценой собственной жизни.
- Gordon (Гордон) — принц ныне пустующего замка Кашуон и единственный оставшийся в живых из династии Кашуон. Во время вторжения войск Императора в город Финн сбежал с поля боя, оставив своего брата Скотта сражаться в одиночку. После этого стал считать себя предателем и очень переживал за брата, но смог набраться мужества и присоединиться к армии сопротивления. К команде игрока присоединяется несколько раз: помогает получить факел Эгила (Egil Torch), необходимый для взятия Пламени Солнца (который позже будет использован для уничтожения военного корабля Империи); помогает собственно при уничтожении военного корабля Империи и участвует в освобождении принцессы Хильды.
- Leila/Reila (Лейла/Рейла) — пиратская девушка. Первая встреча с ней происходит в городе Пофт, где Лейла предлагает нашим героям добраться на её корабле до острова Дист (куда герои и хотели направиться, дабы заручиться поддержкой драгунов в борьбе против Империи). И хотя Мария подозревает что-то неладное, команда соглашается и отправляется в Дист. Лейла на полпути пытается ограбить наших героев, но ей это не удаётся сделать, после чего Гай предлагает присоединиться ей к команде и Лейла соглашается. Позже Лейла будет руководить взятием города Финн. Экипирована изначально кинжалом и мечом, знает заклинание Bolt.
- Ricard Highwind/Gareth (Рикард Хайвинд/Гарэт) — первый драгун в серии Final Fantasy. Присоединяется к партии во чреве огромного морского змея Левиафана, в котором он провёл более 10 лет и куда наша партия случайно попадает. Помогает команде заполучить великую магию Ультима. Ближе к концу игры ценой собственной жизни спасает команду от Императора.
- Leon (Леон) — брат Марии, сводный брат Фириона и друг Гая. После падения в самом первом бою против чёрных рыцарей Леон пропал без вести и, как позже оказалось, стал тёмным рыцарем Империи, предпочтя тёмную силу друзьям и семье. После уничтожения императора сам провозглашает себя на трон Империи, но быстро свергается с трона восставшим из мёртвых настоящим императором, затем присоединяется к нашей команде. В самом начале игры (во время боя с чёрными рыцарями) Леон экипирован мечом и щитом, а в момент воссоединения команды у него уже «прокачаны» умения практически на все виды оружия (правда, не до конца), и держит он в руках меч и секиру.

### Другие персонажи
- Hilda (Принцесса Хильда) — лидер повстанческой организации «Дикая Роза»;
- King of Fynn (Король Финн) — король города Финн, смертельно раненый в бою; несмотря на все усилия Минву, всё-таки умирает;
- Paul (Пол) — величайший вор, работающий на благо армии сопротивления;
- Tobul (Тобул) — кузнец, помогавший повстанцам в изготовлении мифриловых оружия и брони;
- Scott (Скотт) — брат Гордона, тяжело раненый в бою за Финн;
- Cid (Сид) — создатель и владелец воздушного корабля (Airship), который в конце игры умирает, оставив свой корабль нашей команде;
- Nelly (Нелли) — дочь Джозефа;
- Borghen (Борген) — правая рука императора, бывший друг короля Финна, предатель, несколько раз встречается в виде достаточно слабого босса;
- Kain (Кейн) — сын Элины; последний из оставшихся потомков драгуна;
- Elina (Элина) — жена одного из последних драгунов;
- Emperor of Palamecia (Император Паламеции) — тиран, пожелавший с помощью тёмной силы поработить весь мир; после смерти и свержения восстаёт из мёртвых; является финальным боссом игры. Имя Императора — Матеус.

## Оценки
| Сводный рейтинг | Сводный рейтинг | Сводный рейтинг | Сводный рейтинг |
| Издание         | Оценка          | Оценка          | Оценка          |
| Издание         | GBA             | PS              | PSP             |
| --------------- | --------------- | --------------- | --------------- |
| GameRankings    | 80,02 %         | 80,64 %         | 64,69 %         |

## Версии и ре-релизы
3 мая 2001 года игра вышла на приставке WonderSwan Color (только в Японии).